# Bombardeo de la Basílica del Pilar

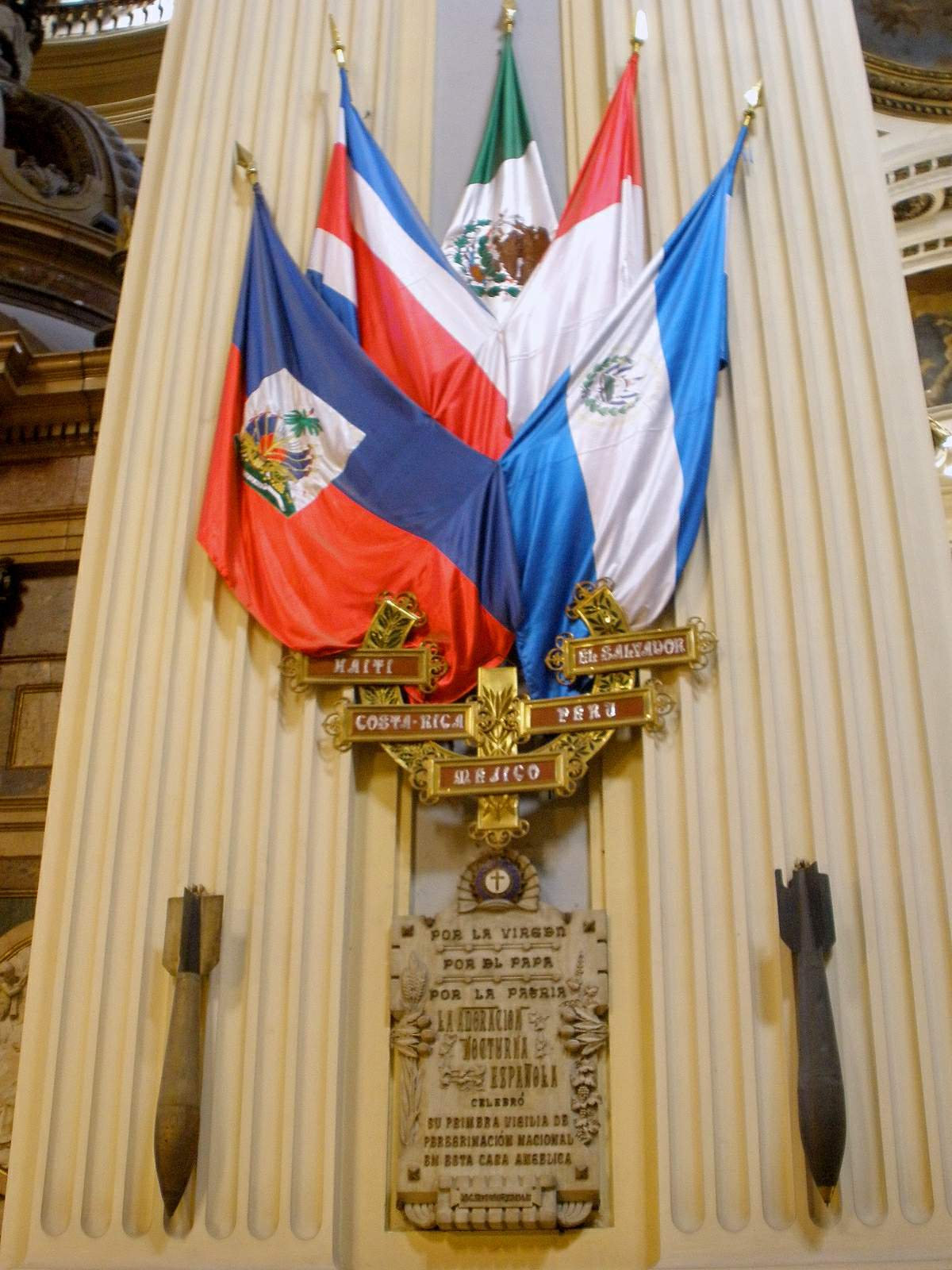
Las dos bombas expuestas en el interior de la Basílica del Pilar son supuestamente las dos caídas sobre el templo el 3 de agosto de 1936.

El bombardeo del Pilar se refiere al lanzamiento de cuatro bombas sobre la Basílica de El Pilar por un avión republicano el 3 de agosto de 1936, pocas semanas después del alzamiento militar que desembocaría en la Guerra civil española. Ninguna de las cuatro bombas llegó a explotar, por lo que los daños al templo fueron menores, aunque las pinturas de la Virgen en gloria y santos mártires de la bóveda del Coreto de la Virgen pintadas por Goya quedaron dañadas irreversiblemente.

## Antecedentes
La ciudad de Zaragoza quedó del lado nacional tras el alzamiento militar de julio de 1936, sufriendo los afines a la República una represión considerable. Como tal, la ciudad no sufrió la destrucción causada por batallas, quedando el frente al este de la ciudad.
Sin embargo, no dejó de haber destrucción causada por los bombardeos de las Fuerzas Aéreas republicanas. Las acciones republicanas comenzaron desde los primeros días de la guerra, siendo el primer bombardeo sobre objetivos civiles el 24 de julio de 1939. Se calcula que se produjeron unos cinco muertos al día, causados por 43 bombardeos, en total, unos 119 fallecidos y 248 heridos. A pesar de que los ataques fueron poco sistemáticos y descoordinados, las bombas alcanzaron el Hospital Clínico, la hermandad del Refugio y el Hogar Pignatelli, en ese momento hospicio de huérfanos.

## Bombardeo

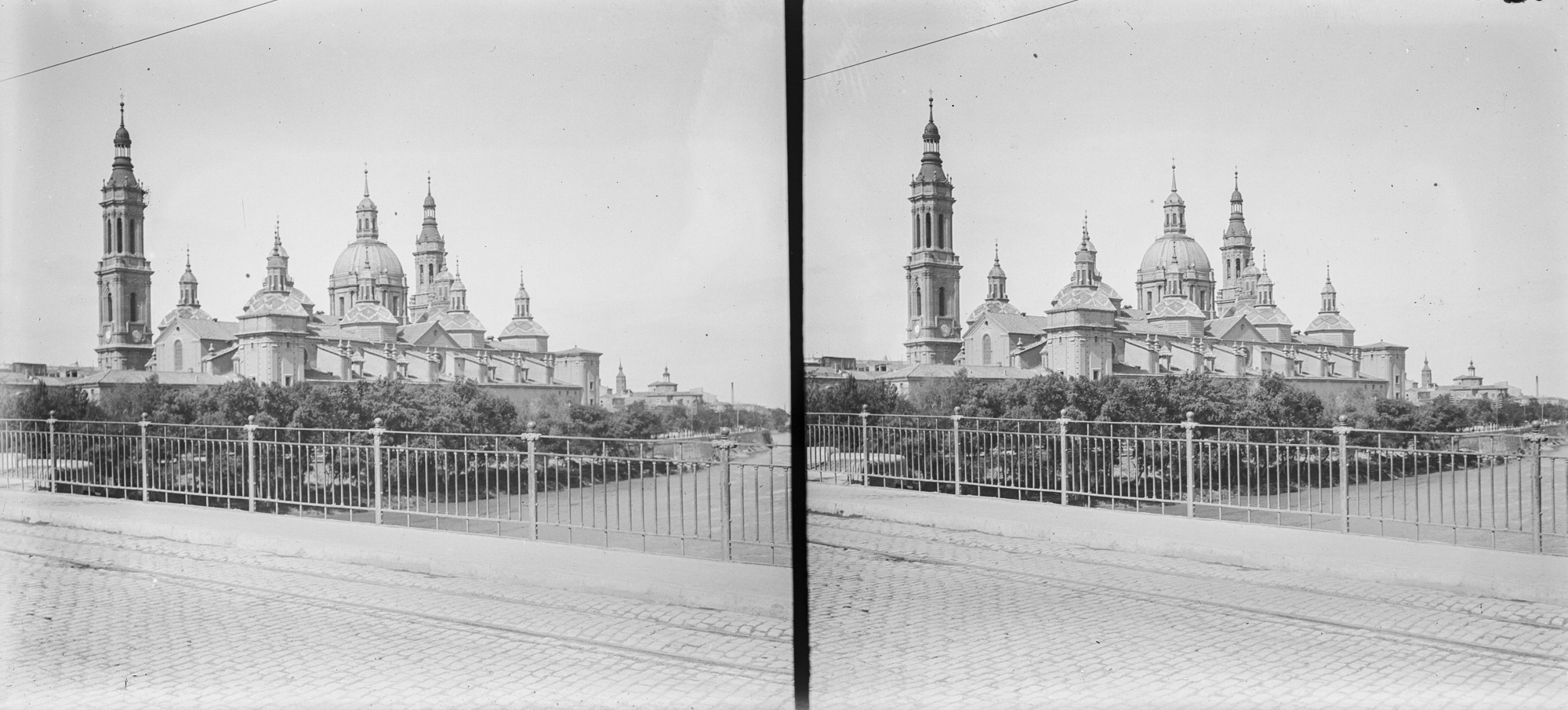
Aspecto de la Basílica del Pilar a principios de la década de 1930.

Según el relato tradicional, el 3 de agosto de 1936 a las dos y media de la madrugada, un avión Fokker F.VII pilotado por Manuel Gayoso Suárez, de las Líneas Aéreas Postales Españolas (militarizado por la Generalidad de Cataluña), procedente del aeródromo del Prat del Llobregat sobrevoló los tejados de Zaragoza a baja cota sin ser detectado. Lanzó cuatro bombas, dos sobre la Basílica del Pilar, que agujerearon el techo, una cayó en la plaza del Pilar, frente a la calle de Alfonso I, quedando hincada en el suelo, y una cuarta cayó al Ebro. Ninguna de las cuatro bombas llegó a estallar, evitando un posible hundimiento de la Basílica, construida sobre terreno inestable y consolidada en 1930.

## Reacciones y consecuencias
La mayoría de los vecinos no se enteraron del bombardeo, ya que no hubo explosión y fue el vecino Tomás Burillo el que dio el aviso.
Las bombas del interior quedaron destrozadas y desparramaron la trilita en tejado, vigas, entramado, etc. Fueron retiradas y la trilita limpiada y luego recogidas por el arquitecto Teodoro Ríos. La bomba que había caído en la plaza del Pilar tuvo que ser retirada por miembros del parque de artillería. Los restos se llevaron a los Talleres Mercier (militarizado por los nacionales), empresa de fabricación de material militar, tras ser examinados por el teniente coronel Manuel Cella del parque de artillería. El coronel afirmó en el informe técnico que «el artefacto tenía completos todos sus componentes, hallándose éstos en perfecto estado, pero los elementos del fulminante estaban montados de forma desordenada; en vez de pólvora-cebo-multiplicador, que es lo correcto, se encontraron pólvora-multiplicador-cebo.» En los Talleres Mercier se procedió el estudio, la copia y la producción en serie de las bombas, ya que los golpistas no poseían este modelo.

### Daños
Los daños producidos por el bombardeo fueron mínimos. Las bombas no estallaron y la primera parece que cayó en el río Ebro, sin que se haya llegado a encontrar nunca.
La segunda y tercera bomba alcanzaron el templo, que solo sufrió dos agujeros en el techo. Una en una pechina de una de las bóvedas cercana a la Santa Capilla, la segunda dañó un lateral del fresco La adoración del nombre de Dios de Goya.
La cuarta bomba que cayó en la plaza del Pilar, frente a la entrada a la calle calle de Alfonso I, quedó clavada en los adoquines, sin otra mayor consecuencia. El lugar está marcado en la actualidad con una cruz de mármol en el suelo.

### Reacciones republicanas
Las primeras reacciones del bando republicano fueron justificando el bombardeo. El periódico de la AIT, Solidaridad Obrera, abría desde Barcelona su portada:

Zaragoza a punto de rendirse.
Ayer por la tarde, nuestros aviones
bombardearon el templo del Pilar
(Por teléfono, con Durruti, ocho de la noche): Nos comunican del frente aragonés, ayer tarde, que nuestros aviones bombardearon, con gran eficacia, el templo del Pilar, de Zaragoza, donde se hallaban acuartelados numerosos fascistas.
En el frente existe extraordinario entusiasmo y se supone que Zaragoza no tardará mucho en caer en poder de las Milicias Antifascistas.
Solidaridad Obrera, 4 de agosto de 1936

Al día siguiente Solidaridad Obrera abría con:

El templo del Pilar, destrozado
(Conferencia telefónica con Durruti, 5 de la tarde de ayer)
[...] En estos momentos, la iglesia del Pilar, que los rebeldes convirtieron en un cuartel, está ardiendo, y con los prismáticos de guerra, se notan los desperfectos que ocasionarion las bombas anzadas sobe dicho templo por los valientes aviadores de la Libertad. [...]
Solidaridad Obrera, 5 de agosto de 1936

En general, los periódicos republicanos justificaban la acción por razones militares. Bien porque se reunían militares, paisanos uniformados o falangistas en el templo, bien relacionándolo con los movimientos de una columna de 1600 requetés que se dirigía desde Pamplona a Madrid. El movimiento habría sido detectado por los servicios de información de la Generalidad y el bombardeo habría sido realizado por orden del coronel Sandino.

### Reacciones nacionales
Los periódicos nacionales reaccionaron con indignación, relacionando los hechos con un milagro desde los primeros momentos.: 55–67 

Un atentado salvaje y frustrado contra la Basílica
de nuestra Señora la Virgen del Pilar, perpetrado
desde un avión y con las agravantes más abominables;
determinan una emocionante vibración del espíritu
zaragozano, herido en sus más íntimos sentimientos
frente a las hordas que eran el bochorno de España
A las seis y media de la tarde. Convocada por el alcalde de Zaragoza, se celebró una de las manifestaciones más grandiosas de fe, de expresión popular de entusiasmo y de condenación para el atentado que se han registrado en Zaragoza.
En Teruel se ha verificado una manifestación de desagravio por el cobarde atentado contra la Basílica Mariana. — En Logroño se organizara una peregrinación de los Caballeros del Pilar.
Heraldo de Aragón, 4 de agosto de 1936

Zaragoza, baluarte de la fe y del pa-
triotismo, en pie ante la más criminal de las agresiones
Un avión de la Generalidad, de noche, alevosamente y utilizando la bandera bicolor, arrojó cuatro bombas de 50 kilogramos sobre el templo del Pilar.
Milagrosamente, ya que la técnica no puede explicarlo, los mortíferos artefactos no hicieron explosión.
Una oleada de indignación se extendió por toda la ciudad formándose verdaderas muchedumbres, enardecidas, desfilaron por el primer templo maríasno del mundo para desagraviar a la Santísima Virgen.
El Noticiero, 4 de agosto de 1936

La reacción en Zaragoza fue de fervor religioso: se formaron colas para besar el Pilar y se compraron ramos de flores para la Virgen. El 17 de agosto se colocó la cruz de mármol señalando el lugar en que cayó la bomba de la plaza del Pilar. A diario se realizaban actos de desagravio en otras ciudades, fuera en Épila, con las juventudes de Renovación Española o un desfile de requetés con Mola. El 15 de agosto se colocaba un manto a la Virgen con las insignias de capitán general del ejército. Durante un mes no pasaba un día sin algún acto y llegaron miles de misivas a los periódicos de Zaragoza.
Los discursos oficiales aprovecharon este sentimiento religioso para acercarlo a su causa: hablaban de la guerra como «Cruzada», del fallado bombardeo como «milagro». Se repetía a menudo la culpabilidad de los marxistas, los catalanes —la Generalidad de Cataluña— y el «invasor ruso», «enemigos de la patria» o «antipatriotas separatistas». El bombardeo del Pilar también fue empleado para mejorar la imagen del Levantamiento a nivel internacional. La Junta Recaudatoria Civil de Defensa Nacional envió una carta al editor de The Times dando una imagen de víctima de los bombardeos «marxistas». El empresario zaragozano Santiago Rohrbach realizó un informe que debía llegar al gobierno francés, dando una imagen de los bombardeos de Zaragoza, «destruir, matar, por el mero placer de destruir, matar», con «premeditación y alevosía» », sin que por el contrario ni «una sola bomba» se dejara caer sobre objetivos militares, reduciéndose los objetivos de los aviones «rojos» a los «edificios religiosos, hospitales, hospicios y domicilios particulares». El texto finalmente fue suavizado por la misma Junta Recaudatoria Civil de Defensa Nacional, «no hay que exagerar».

## Teorías
Como se ve más arriba, los hechos llevaron desde los primeros momentos a interpretaciones muy variadas. La idea de que las bombas no explotaran por un milagro obrado por la Virgen del Pilar ha sido siempre muy popular, que la Iglesia jamás ha considerado de forma oficial.
Las teorías se centraron sobre todo en el hecho, poco probable, de que las bombas no estallaran. Una de las más extendidas es que las bombas necesitaban 300 m de altura de lanzamiento para estallar y el piloto volaba a solo 150 m, «sobrevolando los tejados de la ciudad». La teoría ignora el informe realizado por el teniente coronel Manuel Cella.
También se acusó a un tal Antonio Salueña Lucientes, apodado «Pintamantas», originario de Fuendetodos en una historia tan rocambolesca como poco creíble. Unos días más tarde Radio Madrid anunciaba que el culpable había sido un sargento de aviación, Manuel Gayoso Suárez, que fue ascendido a oficial como premio.

### Estudio de Anton Pujol Bertran
Una investigación reciente adelantada por Anton Pujol Bertran en El bombardeo del templo del Pilar. El mito al descubierto (2023) matiza tanto el relato tradicional como las teorías posteriores sobre las razones del bombardeo.
Según la investigación de Pujol, el avión empleado sería un Breguet XIX y no un Fokker. El Breguet era un avión más ligero y manejable, que se confunde con facilidad con el Fokker desde el suelo y de noche.

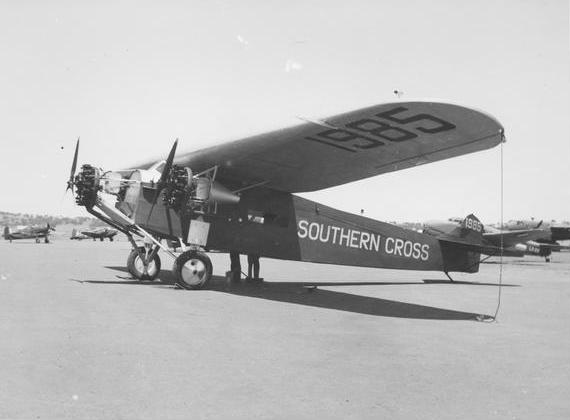
Fokker F.VIIb-3m Southern Cross de Charles Kingsford Smith.
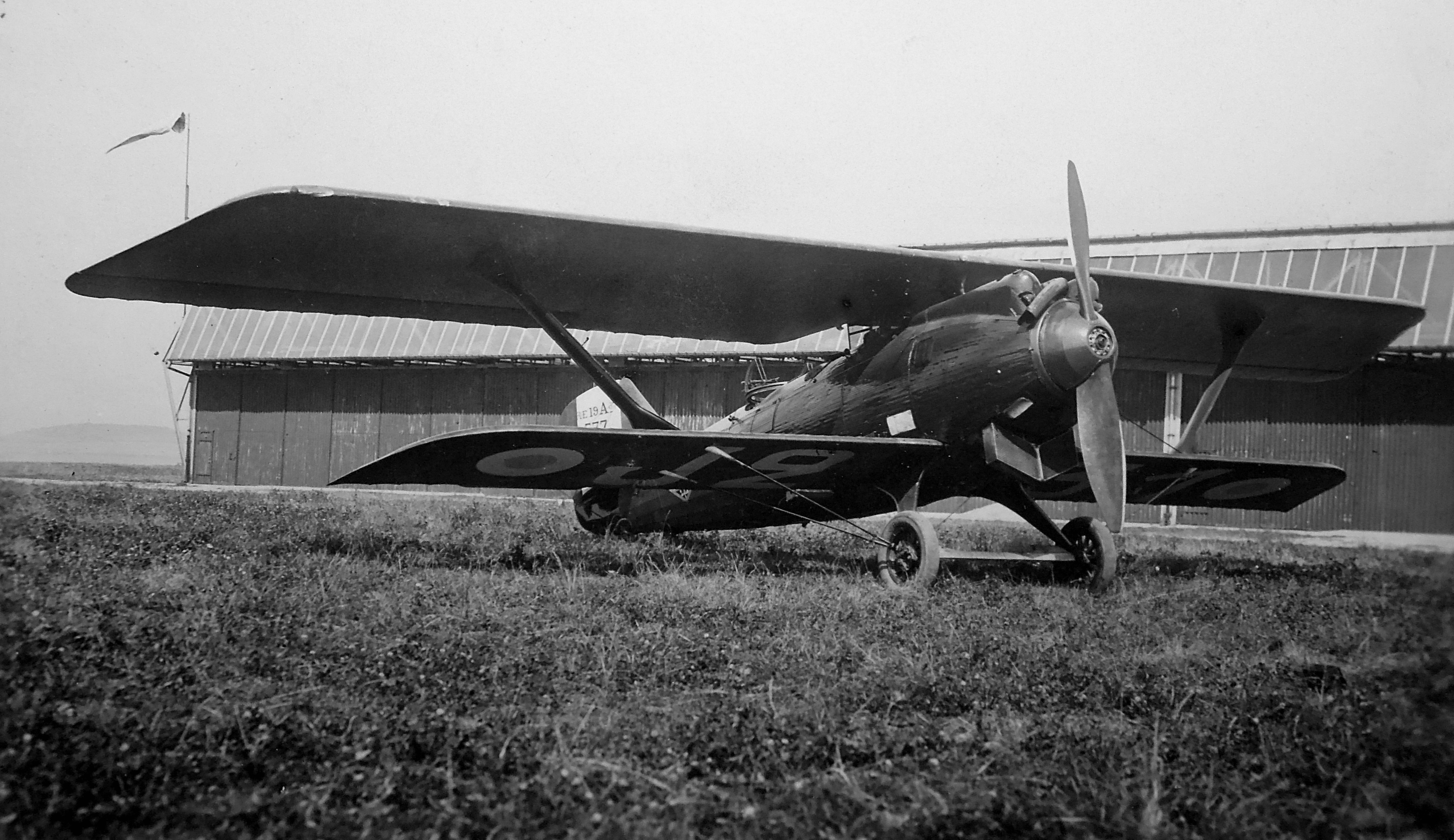
Breguet 19 A.2 de la Aéronautique Militaire.

Pujol también afirma que el piloto no fue Gayoso, sino el sargento Emilio Villaceballos García, que al parecer lo hizo tras un calentón de barra de bar:: 157 

Vamos a darles un susto a los maños, me apuesto lo que queráis a que esta noche les lanzo un par de bombas al Pilar.

Villaceballos había nacido en Madrid el 8 de abril de 1911 y en ese momento era piloto en El Prat. Tras escuchar la caótica situación del frente, «nervioso y molesto, se envalentonó. Y sin que ningún superior lo ordenara, cogió su Breguet y despegó en dirección hacia Zaragoza.» Al parecer, el jefe de los mecánicos del aeródromo de El Prat de Llobregat, Joaquim Sangenís, en conversación con Tomàs Pujol Font, padre del autor, Anton Pujol Bertran, había decidido inutilizar las espoletas de las bombas. Díaz Sandino parece ser que hizo oídos sordos a las acciones de su piloto y decidió ignorar todo el asunto.: 158  Villaceballos posteriormente sería ascendido a alférez por su participación en la defensa de Barcelona.: 163 
Villaceballos reconoció su autoría en una entrevista con Manuel Aznar publicada en el Heraldo de Aragón del 12 de octubre de 1939. En la entrevista, Villaceballos afirma que realizó la operación por órdenes de Sandino: «Tienes que salir de noche para un servicio especial. Vas a volar sobre Zaragoza y a bombardear la iglesia de la Virgen del Pilar.»: 84–86 

Una vez me encontré sobre la ciudad, descendí tranquilamente y empecé a fijarme en las siluetas de La Seo y del Pilar. Divisaba perfectamente los dos templos. No tuve, pues, inconveniente en colocarme encima del segundo. El caso es que llegué a descender hasta unos ciento cincuenta metros sobre las bóvedas de la iglesia. Di una pequeña vuelta, a fin de centrar bien mis blancos, y una vez que obtuve la seguridad del éxito, lancé cuatro bombas seguidas [...]

El piloto se quedó desconcertado cuando no estallaron las bombas y volvió a dar una vuelta sobre las cúpulas para ver lo ocurrido. Tras regresar a El Prat, al revisar las dos bombas que le quedaban, vio que faltaba el fulminante y supuso que las bombas estaban defectuosas. Al parecer la primera bomba fue la que cayó en el Ebro, las dos siguientes en la cúpula del Pilar y la cuarta en la plaza del Pilar, por lo que el piloto entró por el río en dirección al templo.: 84–86 

## Recepción posterior
Las bombas se restauraron y niquelaron, y fueron colgadas en la Catedral del Pilar con una placa que dice: «Dos de las tres bombas arrojadas sobre el S.T.M. del Pilar el 3 de agosto de 1936». El senador Carles Mulet del partido Comporomís por la Comunidad Valenciana ha exigido la eliminación de las bombas del Pilar en cumplimiento de la Ley de Memoria Histórica. Fernando de Rosa, portavoz del Partido Popular en la Comisión de Justicia del Senado, dudaba de que se pudiera aplica la ley por encontrarse en propiedad privada; también comentó que en la acción de Mulet se observaba «cierta obsesión e histrionismo».